# ونسان کمپانی
ونسان کمپانی (تلفظ فرانسوی: [vɛ̃sɑ̃ kɔ̃pani]; تلفظ هلندی: [vɪnsɛnt kɔmpani]؛ زادهٔ ۱۰ آوریل ۱۹۸۶)، بازیکن سابق و سرمربی کنونی فوتبال اهل بلژیک است که هدایت تیم بایرن مونیخ را بر عهده دارد.
وی فوتبال خود را از ۱۴ سالگی در آکادمی اندرلشت بلژیک آغاز و در نهایت در سال ۲۰۲۰ در همین تیم از فوتبال خداحافظی کرد. وی هم اکنون هدایت باشگاه بایرن مونیخ را برعهده دارد. 

## دوره باشگاهی

### اندرلشت
ونسان دوره فوتبالی خود را در تیم اندرلشت در ۱۷ سالگی آغاز کرد و برنده چندین جایزه فردی از جمله کفش طلای بلژیک و کفش آبنوس بلژیک شد. با اینکه چند باشگاه سطح بالا اروپایی فوراً به او علاقه نشان دادند او و همراهانش تصمیم گرفتند سال‌های بیشتری را در اندرلخت سپری کنند. وینسنت کمپانی در مصاحبه با بِرِند شولتِن در یوفا گفت:
«نگران نباشید، من در اینجا می‌مانم. در حال حاضر صفرهایی که در قرارداد من هستند اهمیت زیادی ندارد. اگر می‌خواستم باشگاه را ترک کنم، تا به حال اینکار را کرده بودم.»

### هامبورگ
باشگاه هامبورگ آلمان به ازای مبلغ ۸ میلیون یورو وینسنت کمپانی را از اندرلشت به خدمت گرفت و در تاریخ ۹ ژوئن ۲۰۰۶ مراسم معارفه او را انجام داد. باشگاه هامبورگ وینسنت کمپانی را به عنوان جایگزینی برای دنیل فن بویتن که تازه از هامبورگ به بایرن‌مونیخ پیوسته بود، خریداری کردند. اگرچه او در فصل اولش به علت مصدومیتی که از ناحیه تاندون آشیل براش پیش آمد، ادامه فصل را از داد و تنها ۱۳ بازی انجام داد.

### منچسترسیتی
بعد از دو فصل که کاملاً موفق نبود به دلیل مصدومیت و درگیری با مدیریت باشگاه هامبورگ به منچسترسیتی پیوست. جایی که او به رهبر تیم و یک فوتبالیست واقعاً حرفه‌ای تبدیل شد. کمپانی در دوره حضورش در منچسترسیتی توانسته است تمامی جوایز ممکن را حداقل برای یک بار بدست آورد. در ۲۲ اوت ۲۰۰۸ منچسترسیتی کمپانی را با مبلغ ۸٫۵ میلیون یورو با قراردادی ۴ ساله به خدمت گرفت. دو روز بعد کمپانی اولین بازی خود را برای سیتیزن‌ها مقابل وست‌هم در پست هافبک دفاعی انجام داد. در ۲۸ سپتامبر اولین گل خود را در روز شکست ۲–۱ مقابل ویگان به ثمر رساند. در تاریخ ۱۹ اکتبر ۲۰۰۹ قراردادی ۵ ساله با باشگاه امضا کرد که او را تا سال ۲۰۱۴ در باشگاه نگه می‌داشت. وینسنت کمپانی در سال‌های اول حضورش در منچسترسیتی شماره ۳۳ را بر تن داشت. در سال ۲۰۱۰ و با خروج چینِدوم اونوها او شماره ۴ را از این بازیکن ربود. وینسنت کمپانی خودش را بخش جدایی ناپذیر از تیم منچسترسیتی می‌داند که یکی از خریدهای مقرون به صرفه در دوره انقلابی این تیم بعد از ورود شیخ منصور می‌باشد. کمپانی به صورت پیاپی در سال‌ها ۲۰۱۱، ۲۰۱۲ و در سال ۲۰۱۴ در تیم منتخب لیگ برتر قرار گرفت. در سال ۲۰۱۲ گاردین (روزنامه بریتانیایی) لیستی از ۱۰۰ بازیکن برتر جهان ارائه کرد که وینسنت کمپانی در رده ۲۳ اُم قرار داشت. کمپانی در مجموع ۳۳۳ بازی برای منچسترسیتی انجام داده است که حاصل آن ۱۹ گل و ۱۰ پاس گل بوده است.

### دوره ملی
کمپانی به عنوان یکی از بهترین مدافعین جهان و یک دفاع وسط فیزیکیِ مستحکم با توانایی عالی در نبردهای هوایی، تکنیک و پخش توپ خوب، شناخته می‌شود.
کمپانی اولین بازی ملی خود را در سن ۱۷ سالگی در ۱۸ فوریه ۲۰۰۴ مقابل فرانسه انجام داد و با ۱۷ سال و ۳۱۳ روز به ششمین بازیکن جوان تاریخ بلژیک تبدیل شد که در تیم بزرگسالان بازی کرده است. او ۷۴ بازی ملی دارد و توانسته است ۴ گل به ثمر برساند.

## امور خیریه
ونسان کمپانی سفیر رسمی فیفا برای ثبت نام امور خیریه به‌منظور حمایت مالی از کودکان فقیر است. او پروژه‌هایی را با هدف ارائه آموزش، نگهداری و زندگی امن و سالم برای کودکان فقیر سرمایه‌گذاری کرده است. او در مارس ۲۰۱۳، باشگاه دسته سومی بی‌ایکس بروکسلز را به عنوان «یک تعهد نسبت به جوانان بروسل» با هدف ارائه فرصت به جوانان محروم برای استفاده در ورزش، خریداری کرد.

## زندگی شخصی

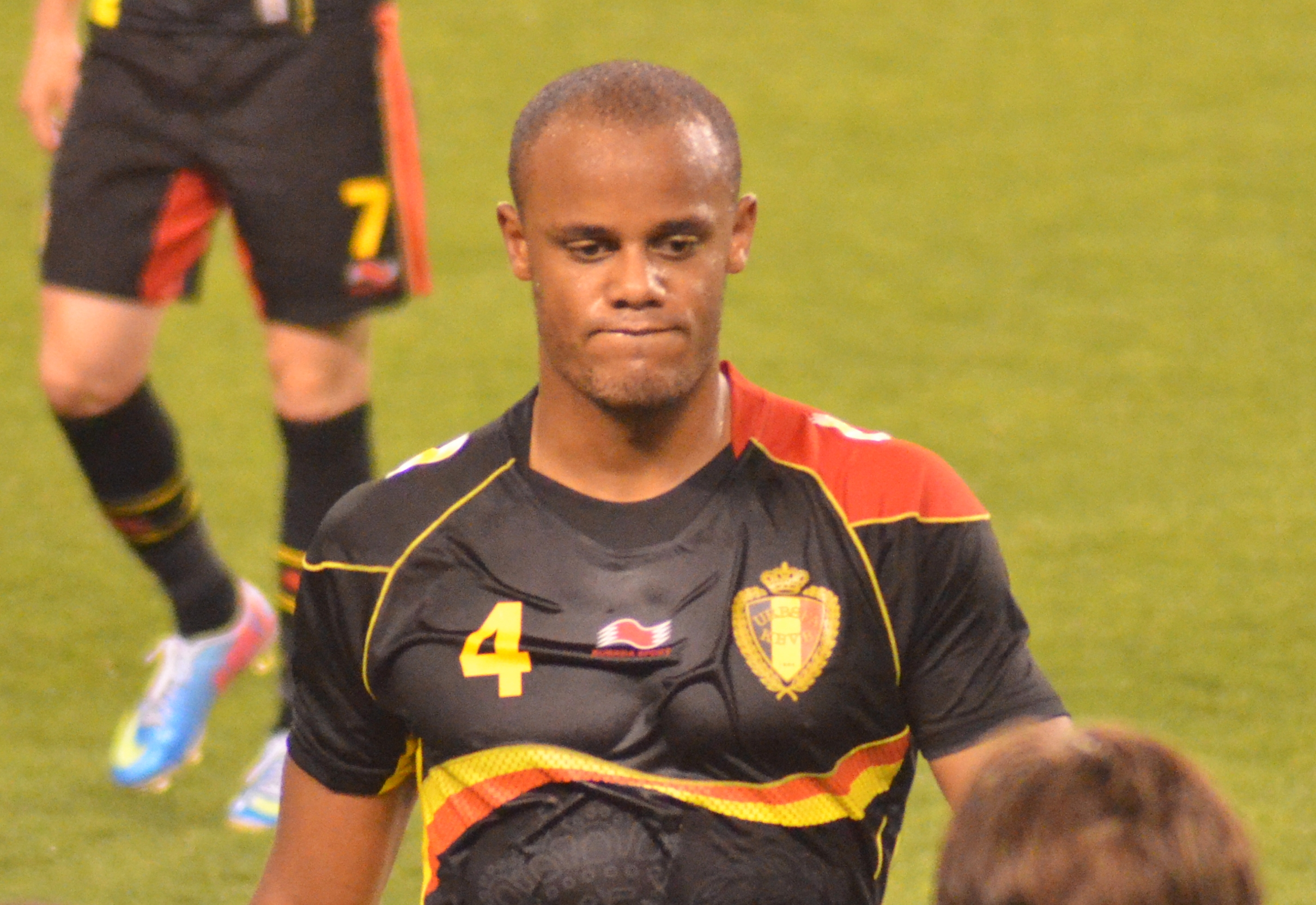
وینسنت کمپانی در پیراهن بلژیک در بازی مقابل با آمریکا در سال ۲۰۱۳

پیِر کمپانی، پدر ونسان کمپانی یک مهاجر اهل کشور کُنگو بود که برای خدمت به موکلش به بلژیک سفر کرد و در آنجا با دختری به نام جاکلین که اهل بلژیک بود، ازدواج می‌کند. فرانسوا کمپانی برادر کوچکتر ونسان کمپانی، یک فوتبالیست است که در حال حاضر در تیم روزِلِر توپ می‌زند.  
ونسان کمپانی یک خواهر بزرگتر از خود نیز دارد. در تاریخ یازدهم ژوئن ۲۰۱۱، ونسان کمپانی با دوست دخترش که اهل منچستر و یکی از حامیان تیم منچسترسیتی بود، ازدواج کرد. او هم‌اکنون صاحب یک دختر به نام سیه‌نا و یک پسر به نام کای است. ونسان چند تفریح و سرگرمی که او را از فوتبال جدا می‌کند دارد، او به سیاست علاقه دارد و پس از سال‌ها درس خواندن در ۲۹ دسامبر ۲۰۱۷ در رشته مدیریت بازرگانی در مقطع کارشناسی ارشد فارغ‌التحصیل شد. از ونسان کمپانی در مقایسه با بسیاری از همتایان خود در فوتبالبه عنوان یک دانشمند و یک سخنران عالی تعریف شده است. در آوریل ۲۰۱۴، کمپانی دو بار (می‌خانه) در بلژیک به اسم «کمپانیِ خوب» تأسیس کرد که یکی در بروکسل و دیگری در آنتورپ بود. اگرچه حدود یک سال بعد هر دوی آن‌ها را تعطیل کرد.
او در این باره گفت: «از این تصمیم پشیمان هستم، ما مشتری‌های کافی داشتیم، گردش مالی خوب بود اما برای پوشش هزینه‌ها کافی نبود؛ بنابراین آن جایی بود که آن کارمان پایان یافت. درس اول تجارت: سرمایه‌گذاری همیشه دارای ریسک است. چیزهایی را به دست خواهی آورد و چیزهایی را از دست خواهی داد.»

## آمار
تا تاریخ ۱۵ سپتامبر ۲۰۱۴
| باشگاه     | فصل        | لیگ  | لیگ | جام حذفی | جام حذفی | جام اتحادیه | جام اتحادیه | قاره‌ای | قاره‌ای | دیگر | دیگر | مجموع | مجموع |
| باشگاه     | فصل        | بازی | گل  | بازی     | گل       | بازی        | گل          | بازی   | گل     | بازی | گل   | بازی  | گل    |
| ---------- | ---------- | ---- | --- | -------- | -------- | ----------- | ----------- | ------ | ------ | ---- | ---- | ----- | ----- |
| اندرلشت    | ۰۴–۲۰۰۳    | ۲۹   | ۲   | ۵        | ۰        | –           | –           | ۹      | ۰      | –    | –    | ۴۳    | ۲     |
| اندرلشت    | ۰۵–۲۰۰۴    | ۳۲   | ۲   | ۱        | ۰        | –           | –           | ۷      | ۰      | –    | –    | ۴۰    | ۲     |
| اندرلشت    | ۰۶–۲۰۰۵    | ۱۲   | ۱   | ۱        | ۰        | –           | –           | ۶      | ۱      | –    | –    | ۱۹    | ۲     |
| اندرلشت    | مجموع      | ۷۳   | ۵   | ۷        | ۰        | –           | –           | ۲۲     | ۱      | –    | –    | ۱۰۲   | ۶     |
| هامبورگ    | ۰۷–۲۰۰۶    | ۶    | ۰   | ۰        | ۰        | –           | –           | ۵      | ۰      | –    | –    | ۱۱    | ۰     |
| هامبورگ    | ۰۸–۲۰۰۷    | ۲۳   | ۱   | ۴        | ۰        | –           | –           | ۱۱     | ۲      | –    | –    | ۳۸    | ۳     |
| هامبورگ    | مجموع      | ۲۹   | ۱   | ۴        | ۰        | –           | –           | ۱۶     | ۲      | –    | –    | ۴۹    | ۳     |
| ۰۹–۲۰۰۸    | ۳۴         | ۱    | ۱   | ۰        | ۱        | ۰           | ۹           | ۰      | –      | –    | ۴۵   | ۱     |       |
| ۱۰–۲۰۰۹    | ۲۵         | ۲    | ۳   | ۰        | ۴        | ۰           | ۰           | ۰      | –      | –    | ۳۲   | ۲     |       |
| ۱۱–۲۰۱۰    | ۳۷         | ۰    | ۸   | ۰        | ۰        | ۰           | ۸           | ۰      | –      | –    | ۵۳   | ۰     |       |
| ۱۲–۲۰۱۱    | ۳۱         | ۳    | ۱   | ۰        | ۰        | ۰           | ۱۰          | ۰      | ۱      | ۰    | ۴۰   | ۳     |       |
| ۱۳–۲۰۱۲    | ۲۶         | ۱    | ۴   | ۰        | ۰        | ۰           | ۶           | ۰      | ۱      | ۰    | ۳۷   | ۱     |       |
| ۱۴–۲۰۱۳    | ۲۸         | ۴    | ۲   | ۰        | ۳        | ۰           | ۴           | ۱      | –      | –    | ۳۷   | ۵     |       |
| ۱۵–۲۰۱۴    | ۴          | ۰    | ۰   | ۰        | ۰        | ۰           | ۰           | ۰      | –      | –    | ۴    | ۰     |       |
| مجموع      | ۱۸۵        | ۱۱   | ۱۸  | ۰        | ۸        | ۰           | ۳۶          | ۱      | ۲      | ۰    | ۲۴۸  | ۱۲    |       |
| مجموع آمار | مجموع آمار | ۲۶۹  | ۱۶  | ۲۸       | ۰        | ۷           | ۰           | ۷۲     | ۳      | ۲    | ۰    | ۳۷۹   | ۱۹    |

## افتخارات

### اندرلخت
- لیگ برتر بلژیک: ۲۰۰۳–۲۰۰۴ و ۲۰۰۵–۲۰۰۶

### هامبورگ
- جام اینترتوتو یوفا: ۲۰۰۷

### منچسترسیتی
- لیگ برتر انگلیس: ۲۰۱۱–۲۰۱۲، ۲۰۱۳–۲۰۱۴، ۲۰۱۸–۲۰۱۷، ۲۰۱۹–۲۰۱۸
- جام حذفی: ۲۰۱۰–۲۰۱۱، ۲۰۱۸–۲۰۱۹
- جام اتحادیه: ۲۰۱۳–۲۰۱۴، ۲۰۱۵–۲۰۱۶، ۲۰۱۷–۲۰۱۸، ۲۰۱۸–۲۰۱۹
- جام خیریه: ۲۰۱۲، ۲۰۱۸

### تیم ملی
سومی جام جهانی: ۲۰۱۸

### افتخارات شخصی
- کفش طلای بلژیک: ۲۰۰۴
- کفش #آبنوس (به بهترین بازیکن آفریقایی یا بازیکنی که اصالتاً آفریقایی باشد و در لیگ بلژیک بازی کند، اهدا می‌شود) بلژیک: ۲۰۰۴، ۲۰۰۵
- کفش نقره بلژیک: ۲۰۰۵
- بهترین بازیکن فصل لیگ برتر: ۲۰۱۱–۲۰۱۲
- سه دوره حضور در تیم منتخب سال لیگ برتر: ۲۰۱۰–۲۰۱۱، ۲۰۱۱–۲۰۱۲، ۲۰۱۳–۲۰۱۴
- بهترین بازیکن فصل منچسترسیتی: ۲۰۱۰–۲۰۱۱
- حضور در تیم منتخب اروپا اسپورت مدیا: ۲۰۱۰–۲۰۱۱
- حضور در تیم سوم منتخب فیفا: ۲۰۱۳، ۲۰۱۴
- حضور در تیم‌چهارم منتخب فیفا: ۲۰۱۵
- بهترین گل فصل لیگ برتر: ۲۰۱۸–۲۰۱۹
- ورود نام وی به تالار مشاهیر لیگ برتر: ۲۰۲۲
- جایزه آلن هارداکر (جایزه‌ای که به بهترین بازیکن میدان در فینال جام اتحادیه داده می‌شود): ۲۰۱۶، ۲۰۱۸
- جایزه افتخاری اتحادیه فوتبال نویسان انگستان
- حضور در تیم منتخب تاریخ فوتبال بلژیک

### اندرلخت
- جام حذفی بلژیک: ۲۰۲۱–۲۰۲۲

### برنلی
- چمپیونشیپ: ۲۰۲۲–۲۰۲۳

### افتخارات شخصی
- بهترین سرمربی فصل شمپیونشیپ: ۲۰۲۲–۲۰۲۳